# سياسة رواندا
رواندا هي دولة ذات حزب واحد بحكم الأمر الواقع        يحكمها الجبهة الوطنية الرواندية وزعيمها بول كاغامي منذ نهاية الإبادة الجماعية عام 1994 ضد أعضاء الجماعة العرقية التوتسي .    على الرغم من أن رواندا ديمقراطية اسميًا، إلا أن الانتخابات يتم التلاعب بها بطرق مختلفة، بما في ذلك حظر أحزاب المعارضة، واعتقال أو اغتيال المنتقدين، والاحتيال الانتخابي . 
تطور القانون الرواندي من أنظمة القانون المدني البلجيكي والألماني  ، ويحدث القانون العرفي في إطار جمهورية شبه رئاسية ، حيث يكون رئيس رواندا هو رئيس الدولة مع سلطة تنفيذية كبيرة، ويكون رئيس وزراء رواندا هو رئيس الحكومة الدستوري .
السلطة التشريعية منوطة بكل من الحكومة وغرفتي البرلمان، مجلس الشيوخ ومجلس النواب . وفي 5 مايو/أيار 1995، اعتمدت الجمعية الوطنية الانتقالية دستوراً جديداً شمل عناصر من دستور 18 يونيو/حزيران 1991 فضلاً عن أحكام اتفاق أروشا للسلام لعام 1993 وبروتوكول التفاهم المتعدد الأطراف في نوفمبر/تشرين الثاني 1994.

## الهيئة التشريعية الوطنية
في رواندا، يتألف مجلس النواب من ثمانين نائبا. ومن بينهم ثلاثة وخمسون نائبا يتم انتخابهم بالاقتراع العام المباشر في سرية تامة من قائمة ثابتة بأسماء مرشحين تقترحهم المنظمات السياسية أو المرشحين المستقلين؛ وأربع وعشرون امرأة يتم انتخابهن من قبل هيئات انتخابية محددة وفقا للكيانات الإدارية الوطنية؛ ونائبان يتم انتخابهما من قبل المجلس الوطني للشباب؛ ونائب واحد يتم انتخابه من قبل المجلس الوطني للأشخاص ذوي الإعاقة.
يتألف مجلس الشيوخ من ستة وعشرين عضوًا. ومن بينهم اثنا عشر عضواً ينتخبهم المجالس المختصة وفقاً للكيانات الإدارية، وثمانية أعضاء يعينهم رئيس الجمهورية، وأربعة أعضاء يعينهم المنتدى الوطني للمنظمات السياسية، وعضو واحد ينتخب من بين أساتذة الجامعات الحكومية ومؤسسات التعليم العالي، وعضو واحد ينتخب من بين أساتذة الجامعات الخاصة ومؤسسات التعليم العالي. 

## الخلفية التاريخية
بعد انتصارها العسكري في يوليو/تموز 1994، نظمت الجبهة الوطنية الرواندية حكومة ائتلافية مماثلة لتلك التي شكلها الرئيس جوفينال هابياريمانا في عام 1992. وتسمى هذه الحكومة بحكومة الوحدة الوطنية ذات القاعدة العريضة، ويستند قانونها الأساسي على مزيج من الدستور، واتفاقات أروشا، والإعلانات السياسية التي أصدرتها الأحزاب. تم حظر حزب MRND .
كان التنظيم السياسي محظورا حتى عام 2003. وقد أجريت أول انتخابات رئاسية وتشريعية بعد الإبادة الجماعية للتوتسي في شهري أغسطس/آب وسبتمبر/أيلول 2003 على التوالي.
كانت أكبر المشاكل التي تواجه الحكومة هي إعادة دمج أكثر من مليوني لاجئ عادوا من عام 1959؛ ونهاية التمرد والتمرد المضاد بين العسكريين السابقين وميليشيات إنتراهاموي والجيش الوطني الرواندي، الذي يتركز في الشمال والجنوب الغربي؛ والتحول بعيداً عن الأزمة إلى التخطيط التنموي المتوسط والطويل الأجل. وسوف يظل عدد السجناء في السجون يمثل مشكلة ملحة في المستقبل المنظور، بعد أن تضخم إلى أكثر من 100 ألف سجين خلال السنوات الثلاث التي أعقبت الحرب .
تحظر الحكومة أي شكل من أشكال التمييز على أساس الجنس أو العرق أو الدين. وقد أقرت الحكومة قوانين تحظر التركيز على هوية الهوتو أو التوتسي في معظم أنواع النشاط السياسي.

## التركيز السياسي والاقتصادي
وفي الفترة من عام 2005 إلى عام 2010، انخفضت نسبة عدد السياسيين على خطوط الفقر الوطني بنسبة تزيد على 10%، وأصبح متوسط العمر المتوقع حوالي 64 عاماً أعلى من متوسط العمر المتوقع في بلدان أفريقيا جنوب الصحراء المماثلة وكذلك البلدان الأخرى ذات الدخل المنخفض. 
في عام 2011، بلغ إجمالي انبعاثات CO2 في رواندا 0.1 طن متري للفرد، وهو أقل بكثير من البلدان المماثلة في أفريقيا جنوب الصحراء الكبرى وكذلك البلدان الأخرى ذات الدخل المنخفض. معدل الالتحاق بالمدارس في رواندا أعلى بكثير من المعدلات المماثلة في بلدان أفريقيا جنوب الصحراء الكبرى وكذلك البلدان الأخرى ذات الدخل المنخفض. 
اعتبارًا من عام 2014، كانت رواندا لا تزال تعتبر دولة ذات دخل منخفض حيث بلغ الناتج المحلي الإجمالي 7.890 مليار دولار أمريكي، بناءً على الدولار الأمريكي، وبلغ إجمالي عدد السكان 11.34 مليون نسمة. 
اعتبارًا من عام 2015، حققت رواندا تحولًا نحو التحسين الاقتصادي، من خلال تركيز النقد الأجنبي حول إنتاج القهوة والشاي، "مما ساعد في الحد من الفقر وعدم المساواة". وأشاد البنك الدولي بجهود رواندا.  وقد تواصل كاغامي مع شركات كبيرة، مثل كوستكو وستاربكس ، اللتين كانتا اعتبارًا من عام 2015 أكبر مشتريين لحبوب البن الرواندية. 

## السلطة التنفيذية
يتم انتخاب رئيس رواندا من قبل الشعب لمدة سبع سنوات. يتم تعيين رئيس الوزراء ومجلس الوزراء من قبل الرئيس. يتمتع الرئيس بصلاحيات عديدة تشمل وضع السياسات بالاشتراك مع مجلس الوزراء، وتوقيع الأوامر الرئاسية، ووضع امتياز الرحمة موضع التنفيذ، والتفاوض على المعاهدات وتمريرها، وقيادة القوات المسلحة، وإعلان الحرب أو حالة الأزمة. 

## نظرة عامة على الرئاسة الحالية
الرئيس الحالي لرواندا هو بول كاغامي، من مواليد عام 1957. وهو الرئيس السادس لرواندا  وانتخب في عام 2003. في عام 2007، تم إطلاق سراح الرئيس السابق باستور بيزيمونجو من السجن بعفو رئاسي. أعيد انتخاب كاغامي في عام 2010، وحصل على 93.1 بالمائة من الأصوات المدلى بها.  منذ توليه منصبه، نجح كاغامي في رفع مستوى الأعمال، وخفض معدلات الجريمة والفساد، وجذب العديد من المستثمرين الأجانب. 
لم يقم كاغامي بإعداد أي شخص ليكون خليفته، وبالتالي ليس هناك ما يشير إلى من يمكن أن يكون خليفته أو من ينبغي أن يكون. 
الرئيس بول كاغامي وجبهته الوطنية الرواندية هما القوتان السياسيتان المسيطرتان في رواندا. لا يوجد سوى حزب معارضة واحد مسجل وقد فر العديد من المعارضين السياسيين إلى المنفى. 
تلقى الرئيس كاغامي تدريبات عسكرية في أوغندا وتنزانيا والولايات المتحدة.  كان أحد الأعضاء المؤسسين لجيش المتمردين التابع للرئيس الأوغندي الحالي يوري موسيفيني في عام 1979 وترأس جناح الاستخبارات التابع له، مما ساعد السيد موسيفيني في تولي السلطة في عام 1986. 

## السلطة التشريعية
يتكون البرلمان ( Inteko Ishinga Amategeko أو Parlement ) من غرفتين . يتألف مجلس النواب (Umutwe w'Abadepite/Chambre des Députés) من 80 عضوًا، يتم انتخاب 53 منهم لمدة خمس سنوات بنظام التمثيل النسبي مع حد أدنى 5%، و24 (عضوة) يتم انتخابهم من قبل المجالس الإقليمية، و2 من قبل المجلس الأعلى للحسابات. المجلس الوطني للشباب و1 اتحاد جمعيات ذوي الإعاقة. وهو المجلس التشريعي الوحيد في العالم حيث يفوق عدد النساء (45) عدد الرجال (35). 
يتألف مجلس الشيوخ (Umutwe wa Sena أو Sénat) من 26 عضوًا منتخبين أو معينين لمدة ثماني سنوات: 12 ينتخبهم المجالس الإقليمية والقطاعية، و8 يعينهم الرئيس لضمان تمثيل المجتمعات المهمشة تاريخيًا، و4 ينتخبهم منتدى التشكيلات السياسية، و2 ينتخبهم موظفو الجامعات. يمكن لرؤساء سابقين إضافيين أن يطلبوا أن يكونوا أعضاء في مجلس الشيوخ. رواندا هي دولة يسيطر عليها حزب واحد، حيث تسيطر الجبهة الوطنية الرواندية على السلطة. يُسمح للأحزاب المعارضة ، ولها تمثيل في البرلمان، ولكن يُعتقد على نطاق واسع أنها لا تملك أي فرصة حقيقية للحصول على السلطة.

## السلطة القضائية
المحكمة العليا في رواندا هي أعلى سلطة قضائية في رواندا. وهي والمجلس الأعلى للقضاء يشرفان على المحاكم العادية الدنيا والمحاكم الخاصة في رواندا. تتكون المحكمة العليا من رئيس المحكمة ونائب الرئيس و12 قاضيًا. 
تأسست محكمة جاكاكا في عام 2001 من قبل حكومة الوحدة الوطنية لمحاكمة قضايا الإبادة الجماعية ضد التوتسي. 
يتم ترشيح القضاة من قبل رئيس الجمهورية بعد التشاور مع مجلس الوزراء والمجلس الأعلى للقضاء. ويتم الموافقة عليها بعد ذلك من قبل مجلس الشيوخ. يتم تعيين رئيس المحكمة ونائب الرئيس لمدة 8 سنوات غير قابلة للتجديد. 
وفيما يتصل بالمهنة القانونية، ورغم أن نقابة المحامين في رواندا كانت موجودة منذ عام 1997 على الأقل،  فليس هناك ما يشير بوضوح إلى مدى نجاح بعض الفئات الديموغرافية، مثل النساء، في المجال القانوني.

## نظام اللامركزية
تتكون رواندا من 4 مقاطعات وعاصمة، و30 مقاطعة، و416 قطاعًا، و2148 خلية، و14837 قرية.  تشمل المحافظات الأربع التي يرأسها حاكم، المحافظات الشمالية والجنوبية والشرقية والغربية. المقاطعات، المعروفة سابقًا باسم البلديات، يرأسها رؤساء بلديات، ونائبان لرئيس البلدية، ومجلس مقاطعة. اعتبارًا من عام 2006، تضم كيغالي 3 مقاطعات، وتضم المقاطعة الشمالية 5 مقاطعات، وتضم المقاطعة الجنوبية 8 مقاطعات، وتضم كل من المقاطعتين الشرقية والغربية 7 مقاطعات. وتقع على عاتق القطاعات مسؤولية تنفيذ وتطوير البرامج التي تقدم خدمات من أجل الرفاهة الاجتماعية للسكان وتعزيز الحكم الرشيد. تتم إدارة القطاعات بواسطة الأمين التنفيذي ومجلس القطاع. ويضم المجلس ممثلين عن الخلايا، وأعضاء يمثلون الأشخاص ذوي الإعاقة والنساء والشباب، وأعضاء يمثلون جميع المدارس الابتدائية والثانوية، وأعضاء يمثلون منظمات الخدمات الصحية، وأعضاء يمثلون المنظمات غير الحكومية والجمعيات التعاونية. الخلايا هي الجهات الإدارية المقدمة للخدمات العامة والتنمية. ويخضعون لإدارة أمين تنفيذي ومجلس خلية، تكون عضويتهم مماثلة لعضوية مجلس القطاع. تتم إدارة القرى من قبل مجلس القرية، واللجنة التنفيذية، ورئيس القرية. يتكون مجلس القرية من جميع السكان الذين يبلغون 18 عامًا على الأقل. تتكون اللجنة التنفيذية من أعضاء منتخبين يقدمون خدمات للمجتمع، مثل المعلومات والتدريب والرعاية الاجتماعية والأمن. 

## الوزراء الرئيسيون
- الرئيس: بول كاغامي
- رئيس الوزراء: الدكتور إدوارد نجيرينتي
- الزراعة والثروة الحيوانية: د. إلديفونس موسافيري
- شؤون مجلس الوزراء: إيناس مبامبارا
- الدفاع: جوفينال ماريزاموندا
- إدارة الطوارئ: اللواء ألبرت موراسيرا
- التعليم: غاسبار تواجيرايزو
- الأسرة والجنس: الدكتور فالنتين أواماريا
- التخطيط المالي والاقتصادي: د. أوزيل نداجيجيمانا
- الشؤون الخارجية والتعاون: الدكتور فينسنت بيروتا
- الصحة: دكتور سابين نسانزيمانا
- البنية التحتية: د. جيمي جاسور
- الأمن الداخلي: ألفريد غاسانا
- القاضي/المدعي العام: د. إيمانويل أوجيراشيبوجا
- الحكومة المحلية: جان كلود موسابيمانا
- الموارد الطبيعية: السفير. الدكتورة جان دارك موجواماريا
- مكتب الرئيس: جوديث عويزي
- الخدمة العامة والعمل: البروفيسور جانيت بايسينجي
- الرياضة: أوروري ميموزا مونيانغاجو
- وزير الشباب : د. أوتوماتويشيما جان نيبو عبد الله
- التجارة والصناعة: البروفيسور جان كريسوستوم نجابيتسينزي
- تكنولوجيا المعلومات والاتصالات والابتكار: باولا إنجابير [31]
- وزير الوحدة الوطنية والمشاركة المدنية: الدكتور جان دمشق بيزيمانا

## وزراء الدولة
- وزير الدولة بوزارة الحكم المحلي المسؤول عن الشؤون الاجتماعية: أسومبتا إنجابير
- وزير الدولة بوزارة العدل المكلف بالشؤون الدستورية والقانونية: السفير. سولينا نييراهابيمانا
- وزير الدولة بوزارة المالية والتخطيط الاقتصادي المسؤول عن التخطيط الاقتصادي: الدكتورة كلودين أويرا
- وزير الدولة بوزارة المالية والتخطيط الاقتصادي المسؤول عن الخزانة الوطنية: ريتشارد توسابي
- وزير الدولة في وزارة التربية والتعليم المسؤول عن التعليم الابتدائي والثانوي: غاسبار تواجيرايزو
- وزيرة الدولة في وزارة التربية والتعليم المسؤولة عن تكنولوجيا المعلومات والاتصالات والتعليم الفني والتدريب المهني: إيرير كلوديت
- وزير الدولة بوزارة الصحة المسؤول عن الرعاية الصحية الأولية: المقدم الدكتور ثارسيسي مونجا
- وزير الدولة بوزارة الخارجية والتعاون الدولي المسؤول عن مجموعة شرق أفريقيا: البروفيسور منسى نشوتي
- وزيرة الدولة بوزارة الشباب والثقافة: ساندراين أوموتوني [32]
- وزير الدولة بوزارة الزراعة والموارد الحيوانية: البروفيسور جان كريسوستوم نجابيتسينزي

## أعضاء مجلس الوزراء الآخرين
- الرئيس التنفيذي لمجلس التنمية الرواندي: فرانسيس جاتاري

## مشاركة المنظمات الدولية
رواندا عضو في ACCT، ACP، AfDB، C، CCC، الجماعة الاقتصادية لدول وسط أفريقيا, CEPGL، اللجنة الاقتصادية لأفريقيا, منظمة الأغذية والزراعة، مجموعة الـ 77، البنك الدولي للإنشاء والتعمير, منظمة الطيران المدني الدولي, المؤتمر الدولي لنقابات العمال, ICRM، المؤسسة الدولية للتنمية، الصندوق الدولي للتنمية الزراعية, IFC، IFRCS، منظمة العمل الدولية، صندوق النقد الدولي، انتلسات، الانتربول، اللجنة الأولمبية الدولية ، المنظمة الدولية للهجرة (مراقب)، الاتحاد الدولي للاتصالات ، حركة عدم الانحياز، منظمة حظر الأسلحة الكيميائية ، الأمم المتحدة ، الأونكتاد ، اليونسكو ، اليونيدو ، الاتحاد البريدي العالمي، الاتحاد العالمي للعمل، منظمة الصحة العالمية ، الويبو، المنظمة العالمية للأرصاد الجوية، منظمة التجارة العالمية، منظمة التجارة العالمية
انضمت رواندا إلى الكومنولث في عام 2009، مما يجعل البلاد واحدة من دولتين فقط في الكومنولث ليس لها ماضٍ استعماري بريطاني ؛  والدولة الأخرى هي المستعمرة البرتغالية السابقة موزمبيق .